# Heimstaden
Heimstaden Bostad (Heimstaden Group, Heimstaden Fastigheter i Sverige AB) ist einer der größten privaten Eigentümer von Wohnimmobilien in Schweden, hauptsächlich in Südschweden, und ist in Schweden, Norwegen, Dänemark, Deutschland, den Niederlanden und Tschechien tätig.
Heimstaden hat ca. 1600 Mitarbeiter (im Jahr 2021). Die Aktien von Heimstaden sind nicht an der Stockholmer Börse notiert, sondern befinden sich über die norwegische Firma Fredensborg AS zu 100 % im Besitz des norwegischen Finanziers Ivar Tollefsen. Heimstaden hat sich in kurzer Zeit einen Namen als einer der größten schwedischen Nettokäufer von Wohnimmobilien mit Mietwohnungen gemacht. Der Hauptsitz von Heimstaden befindet sich in Malmö.

## Geschichte
Das Unternehmen Heimstaden – der Name ist norwegisch für „Heimatstadt“ – wurde 1998 von norwegischen Investoren gegründet. Der Großteil des Immobilienportfolios bestand zunächst aus den ehemaligen Mietobjekten von Wallenstam in Malmö. Im Jahr 2003 kaufte Reiten & co AS, eine der größeren norwegischen Private-Equity-Firmen mit hohem Bekanntheitsgrad, Heimstaden von den Gründern. Reiten arbeitete an der Entwicklung der Organisation, hatte aber eine kurzfristige Perspektive, was die Eigentumsverhältnisse anging.
Im Jahr 2005 wurde das Unternehmen an Fredensborg Eiendomsselskap, Norwegens größtes privates Wohnimmobilienunternehmen, verkauft. Daraufhin ging das Eigentum an den norwegischen Financier Ivar Tollefsen über. Das Unternehmen besitzt überwiegend Wohnimmobilien in der Öresundregion, Stockholm/Mälardalen und Småland/Blekinge. Im Jahresbericht 2007 heißt es, dass an diesen Standorten und in einer Reihe von expansiven schwedischen Universitäts- und Hochschulstädten eine weitere Expansion erwartet wird.

## Zeitleiste
Die Geschichte von Heimstaden ist vor allem mit dem Management verbunden, aber auch das Wachstum und der Neubau sind Themen, die für das Unternehmen von großer Bedeutung sind. Nachfolgend einige Meilensteine in der Geschichte von Heimstaden.
- 1919: Die heutige Muttergesellschaft von Heimstad, Fredensborg AS, wird gegründet.
- 1998: Heimstaden Fastigheter i Sverige AB wird gegründet und der Wohnungsbestand in Malmö wird erworben.
- 1999: In Malmö erfolgte eine weitere Expansion.
- 2001: Die Geschäftsleitung wurde von der Firma übernommen.
- 2003: Heimstaden wurde von Reiten & Co AS übernommen.
- 2005: Ivar Tollefsen übernahm das Unternehmen.
- 2006: Die Expansion von Heimstaden in Stockholm/Mälardalen beginnt.
- 2018: Beginn der Aktivitäten in Deutschland

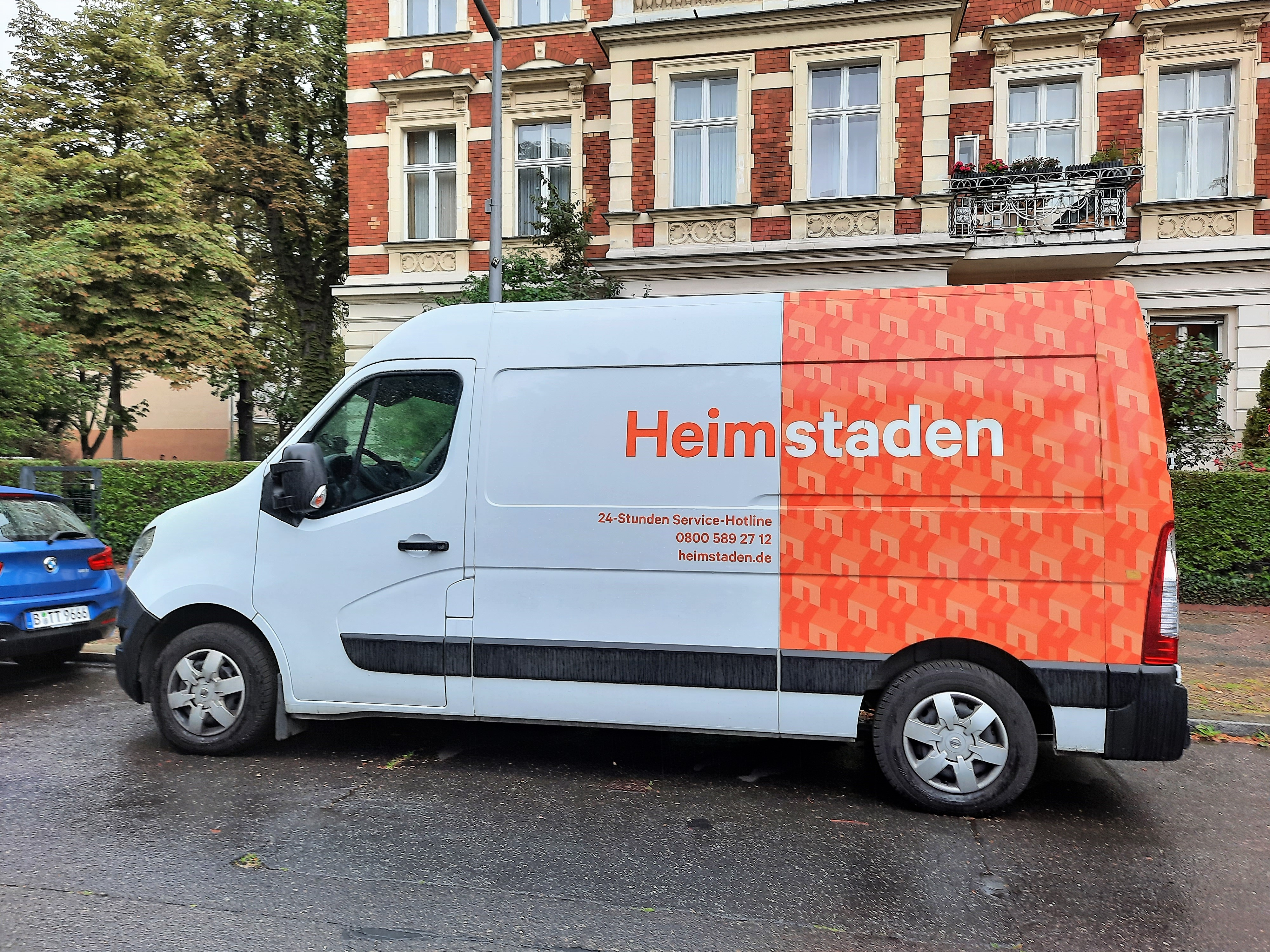
Servicewagen von Heimstaden in Berlin-Friedenau

## Tätigkeiten und Organisation
Heimstaden beschäftigte zum Jahreswechsel 2007/2008 93 Mitarbeiter, von denen 75 in kundenbezogenen Aufgabenbereichen tätig waren. Zum Ende des ersten Quartals 2008 verfügte das Unternehmen über rund 13.000 Wohnungen. In den letzten Jahren expandierte das Unternehmen vor allem in Metropolregionen und in deren zentralen Bereichen. Der Fokus des Unternehmens liegt auf Mietobjekten für Wohnzwecke, weshalb nur 15 Prozent des Portfolios aus Gewerbeimmobilien bestehen. Bei Neuakquisitionen werden vorrangig Objekte in gutem technischen Zustand erworben, und alle Kerntätigkeiten mit Kundenkontakt werden von eigenem Personal ausgeführt.
Der Geschäftsbericht 2020 weist einen Bestand von 103.345 Wohnungen (2019: 54.863) aus, der hauptsächlich durch Neuerwerbungen erweitert wurde, sowie 4198 Gewerbeeinheiten, die Mieteinnahmen von 6721 Mio. SEK erbrachten (ca. 655 Mio. EUR). Im Jahr 2020 fanden bedeutende Erwerbungen in der Tschechischen Republik und in Berlin statt. Eine große Erwerbung in Dänemark, erweiterte das dänische Portfolio auf 6000 Wohnungen und ist nun das größte innerhalb des Konzerns. Heimstaden Bostad ist der größte private Vermieter in Dänemark, Norwegen und der Tschechischen Republik, und ist unter den größten in Schweden und den Niederlanden (Stand 2020).  Erste Immobilienkäufe in Polen (Warschau) wurden 2020 getätigt. Mehrere Immobilienkäufe des Unternehmens stehen in der Kritik, darunter der Kauf in Berlin im Herbst 2020, bei dem über die Tochterfirma Skjerven-Gruppe fast 4.000 Wohnungen erworben wurden. Inzwischen besitzt Heimstaden 5540 Wohnungen in Berlin.
Am 26. September 2021 teilte Heimstaden mit, von Akelius bis zum Jahresende 2021 insgesamt 17.600 Wohnungen in Berlin und Hamburg erwerben zu wollen, wovon sich 14.050 in Berlin und knapp 3600 in Hamburg befinden. Deutschlandchefin Caroline Oelmann sagte „Der hohen Verantwortung, die dieser Wachstumsschritt mit sich bringt, sind wir uns bewusst“. Heimstaden werde „100 Prozent der Gesellschaften“ hinter den Wohnungen übernehmen „und die volle Grunderwerbssteuer“ zahlen. Sie kündigte einen „mieterfreundlichen“ Bau neuer Wohnungen auf den Akelius-Flächen an. Die Entscheidung wurde an dem Tag bekannt gegeben, als in Berlin der Volksentscheid zu Deutsche Wohnen & Co. enteignen stattfand, bei dem 56,4 % der Wähler mit “Ja” stimmten.

## Kontroversen
In den letzten Jahren sah sich Heimstaden aufgrund seiner Aktivitäten in Berlin insbesondere von Mieter- und Wohnungsinitiativen kritisiert. Im Jahr 2020 erwarb das Unternehmen ein großes Portfolio von Wohnimmobilien in der Stadt, was Bedenken hinsichtlich der Gentrifizierung und der Verdrängung von langjährigen Bewohnern aufwarf. Medienberichte betonten die Befürchtung, dass Heimstadens Investitionen die steigenden Mieten und den Wohnungsmangel weiter verschärfen könnten.
Diese Übernahme führte auch zur Gründung der Initiative „Stop Heimstaden“, einer Graswurzelbewegung, die sich gegen den Verkauf von mehr als 130 Wohngebäuden an das Unternehmen richtete. Die Gruppe, unterstützt von Mietervereinigungen, äußerte Bedenken über mögliche Mietsteigerungen und die Verringerung des Angebots an bezahlbarem Wohnraum in der Stadt.
Die öffentliche Stimmung gegen große Immobilienunternehmen wie Heimstaden erreichte ihren Höhepunkt in einem Referendum in Berlin im Jahr 2021, bei dem sich eine Mehrheit der Wähler für die Enteignung großer Vermieter aussprach, um der Wohnungskrise zu begegnen. Obwohl das Referendum nicht bindend war, spiegelte es die wachsenden Spannungen zwischen den Berliner Bürgern und großen Immobilieninvestoren wider.